# Józia
Józia (niem. Józia - Die Tochter der Delegierten) – polski telewizyjny film obyczajowy z 1977 roku w reżyserii Wojciecha Fiwka, powstały w koprodukcji z Niemiecką Republiką Demokratyczną.
Scenariusz filmu powstał na podstawie opowiadania Anny Seghers pt. Córka delegatki. Produkcja była realizowana w Łodzi, na terenie zespołu fabryk Księży Młyn.

## Fabuła
Akcja filmu toczy się w Łodzi, w 1929 roku. Matka dziesięcioletniej Józi jest wdową. Pracuje jako włókniarka, będąc jednocześnie działaczką robotniczą. Kiedy otrzymuje mandat delegata na Zjazd Związków Zawodowych w Moskwie, pojawia się problem z córką. Wyjazd musi się bowiem odbyć w ścisłej tajemnicy, a nie ma komu zaopiekować się dziewczynką. Ostatecznie przez dziesięć dni mała Józia musi ukrywać wyjazd matki oraz udawać nieobecność w domu.

## Obsada
- Monika Alwasiak - Józia (dubbing niemiecki: Catarina Bannier)
- Maria Wawszczyk - Felka (dubbing niemiecki: Ursula Genhorn)
- Radosław Arkuszyński - Janek (dubbing niemiecki: Mathias Prodell)
- Barbara Rachwalska - Gołąbowa (dubbing niemiecki: Hanna Rieger)
- Zygmunt Malanowicz - Nowak (dubbing niemiecki: Reinhard Michalke)

## Nagrody
- 1979 - Krajowy Festiwal Filmów Telewizyjnych i Kinowych w Gerze:
  - nagroda Ministerstwa Kultury NRD za reżyserię dla Wojciecha Fiwka,
  - nagroda aktorska dla Moniki Alwasiak.
- 1979 - Międzynarodowy Festiwal Filmów Telewizyjnych dla Dzieci w Bratysławie - Nagroda Związku Pisarzy Słowackich.